# توماس گرامیتسی
توماس گرامیتسی (انگلیسی: Tomás Gramisci؛ زادهٔ ۲۸ مارس ۱۹۹۸) بازیکن فوتبال اهل آرژانتین است.